# 클래런스와 에이번데일 공작 앨버트 빅터
클래런스와 에이번데일 공작 앨버트 빅터(영어: Albert Victor, Duke of Clarence and Avondale, 1864년 1월 8일~1892년 1월 14일)는 에드워드 7세와 덴마크의 알렉산드라 사이에서 장남으로 태어난 아이로서, 영국 왕실의 일원이었다. 빅토리아의 손자였으며, 그녀의 장남이었던 웨일스 공 에드워드의 장남으로서, 왕위 계승 2순위였으나 28살의 나이로 사망하였다. 에드워드 7세가 웨일스 공이던 시절에 사망하였으므로, 웨일스 공에 오르지 못하고 죽었으며, 가지고 있던 가장 높은 작위였던 클래런스와 에이번데일 공작(Duke of Clarence and Avondale)으로 불린다. 조지 5세의 형이고 에드워드 8세, 조지 6세의 큰아버지이다. 또한 러시아 제국의 차르 니콜라이 2세의 이종사촌 형이다. 보두앵, 알베르 2세의 8촌 형이기도 하다. 빅토리아 여왕의 장손으로 크리스티안 9세의 38명의 손주 중 첫째이기도 한다.
그는 가족들에게 에디라는 애칭으로 불렸으며, 젊었을 때 그는 해군 사관 생도로서 많은 곳을 여행하였다. 어른이 되어서 그는 군대에 합류하였지만, 적극적으로 임무를 맡지는 않았다. 그는 연애 결혼을 하려고 했으나, 결국 실패하고 빅토리아가 추천한 테크의 메리와 약혼하고, 그녀와의 결혼이 예정되어 있었으나, 약혼한지 얼마 되지 않아서 당시 영국에 유행하던 독감에 걸려서 사망하였다. 후에 메리는 그의 동생 조지 왕자와 결혼한다.
앨버트 빅터의 지성 및 정신적, 그리고 성(性)적인 부분에서 많은 의혹이 제기되었었는데, 그는 한때 클리블랜드가 스캔들에 휘말려, 남성 매춘을 했다는 루머에까지 루머에 휩싸였으나, 그가 남성 매춘을 했다는 확고한 증거가 없기 때문에 이에 대해선 알 수가 없다. 또한 연쇄 살인범으로 잘 알려진 잭 더 리퍼가 그라고 주장하는 사람들도 있었으나, 그들의 주장은 근거가 없었으며, 잭 더 리퍼가 런던에서 살인을 하는 동안 앨버트 빅터는 런던에 있지 않았기 때문에 앨버트 빅터와 잭 더 리퍼에 관한 논란은 사실상 종결되었다.

## 출생

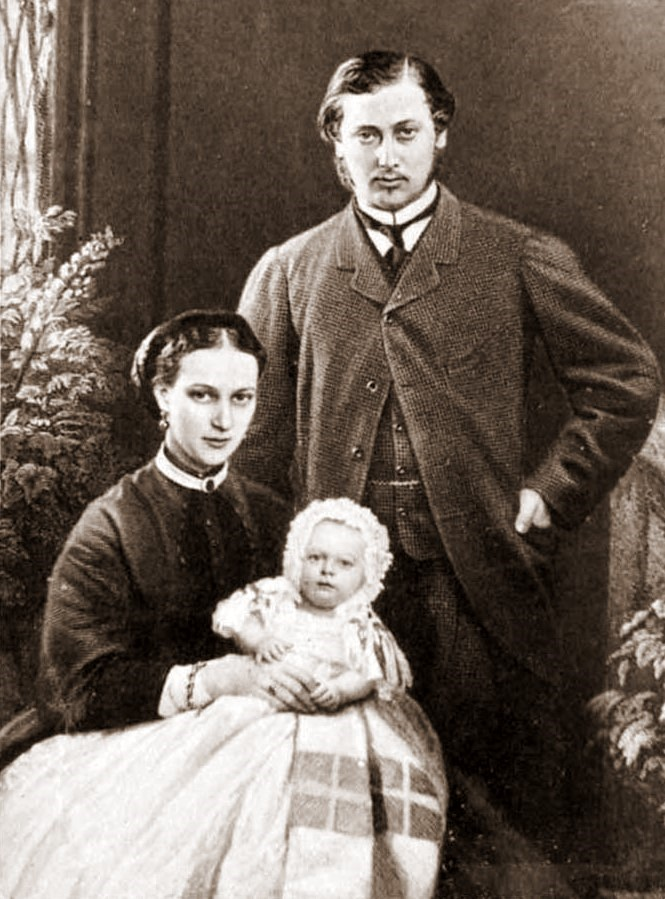
웨일스 공 에드워드와 웨일스 공비 알렉산드라와 아기 시절의 앨버트 빅터

그는 프로그모어 하우스에서 웨일스 공 에드워드와 웨일스 공비 알렉산드라 사이에서 장남으로 예정된 날짜보다 두 달 더 빨리 태어났다. 웨일스 공의 장남이었기에, 태어나자마자 영국 왕위 계승 서열 2순위가 되었다. 그의 정식 이름은 앨버트 빅터였지만, 가족들이나 친척들은 그를 에디라는 애칭으로 부르기도 하였다.
1864년 3월 10일 버킹엄 궁전에서 캔터베리 대주교 찰스 롱리로부터 세례식을 받았고, 그의 세례명은 앨버트 빅터 크리스천 에드워드였는데, 앨버트란 이름은 웨일스 공의 아버지이자 빅토리아의 남편이었던 할아버지 작센코부르크고타의 앨버트로부터 따왔으며, 빅터란 이름은 할머니인 빅토리아의 이름인 빅토리아의 남성형이었으며, 크리스천은 웨일스 공비의 아버지였던 외할아버지 크리스티안 9세의 이름 크리스티안의 영국식 인명이었고, 에드워드는 빅토리아의 아버지였던 켄트와 스트래선의 공작 에드워드로부터 따왔다.
그의 대부모들은 할머니 빅토리아 여왕, 외할아버지 덴마크의 크리스티안 9세, 할머니의 외삼촌이었던 레오폴 1세, 어머니의 할머니였던 슐레스비히홀슈타인존더부르크글뤽스부르크 공작 미망인, 할아버지의 형수였던 작센코부르크고타 공작 부인, 어머니의 외할아버지 헤센카셀 방백 빌헬름, 고모였던 프로이센 왕세자빈, 숙부였던 앨프레드 왕자였다.

## 교육
1871년부터 빅토리아가 직접 고용한 가정 교사인 존 닐 달튼에게 한 살 어린 동생 웨일스 공자 조지와 함께 교육받았다. 그는 매우 엄격하게 두 왕자들을 가르치려 하였지만, 두 왕자들은 그에게서 별로 교육을 받고 싶어하지 않았고, 달튼은 앨버트 빅터의 지적 능력과 인성에 문제가 있다고 불평을 하기도 했다. 또한 많은 사람들이 그가 조기 출산으로 태어나서 학습력이 떨어진다고 생각하였으며, 빅토리아의 하인이었던 헨리 폰슨비는 어머니 웨일스 공비의 난청을 물려받았다고 생각하였다.

## 그의 신부감 후보들

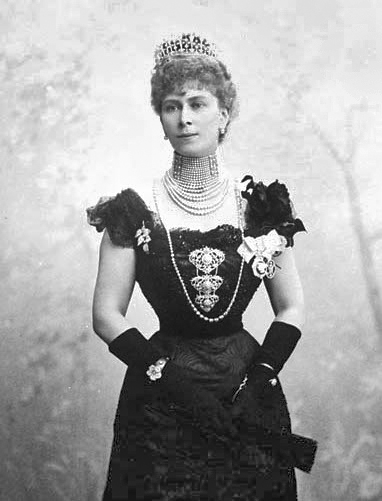
앨버트 빅터의 약혼녀 테크의 메리

그의 첫 사랑은 헤센의 알릭스였는데, 그녀는 이미 니콜라이 황태자를 사랑하고 있었던 터라 그를 거절했고, 1895년 알릭스와 니콜라이 황태자는 결혼하였다. 앨버트 빅터의 두 번째 사랑은 루이 필리프 1세의 손자였던, 필리프 도를레앙의 차녀 엘렌 도를레앙이었다. 하지만 그녀는 로마 가톨릭 교도였기에, 여왕은 다른 결혼 후보로 프로이센의 마르가레테를 추천했다. 하지만 앨버트 빅터는 엘렌을 사랑하고 있었기에 여왕에게 간청을 했고, 결국 여왕은 그들의 결혼을 지원하려고 했다. 앨버트 빅터는 로마 가톨릭 교도인 엘렌과 결혼하기 위해 왕위 계승권을 포기할 것을 제안하였지만, 엘렌의 아버지 필리프는 결혼에 반대하였다. 엘렌은 교황 레오 13세에게 중재를 요청했지만, 교황은 다른 교도와의 결혼을 반대하였고, 결국 둘은 결혼하지 못하게 되었다. 후에 엘렌은 아오스타 공작 부인이 되었다.
이후 그는 레이디 시빌 클레어에스킨과 사랑에 빠지기도 했지만, 그의 결혼 후보로 거론되고 있었던 테크의 메리를 만난 빅토리아는 그녀를 매우 이상적인 신부감으로 생각하여 적극 추천하였고 결국 앨버트 빅터는 그녀와 약혼하게 되었다.